# Cricotopus albiforceps
Cricotopus albiforceps is een muggensoort uit de familie van de dansmuggen (Chironomidae). De wetenschappelijke naam van de soort is voor het eerst geldig gepubliceerd in 1916 door Jean-Jacques Kieffer.